# Plac Grzybowski w Warszawie

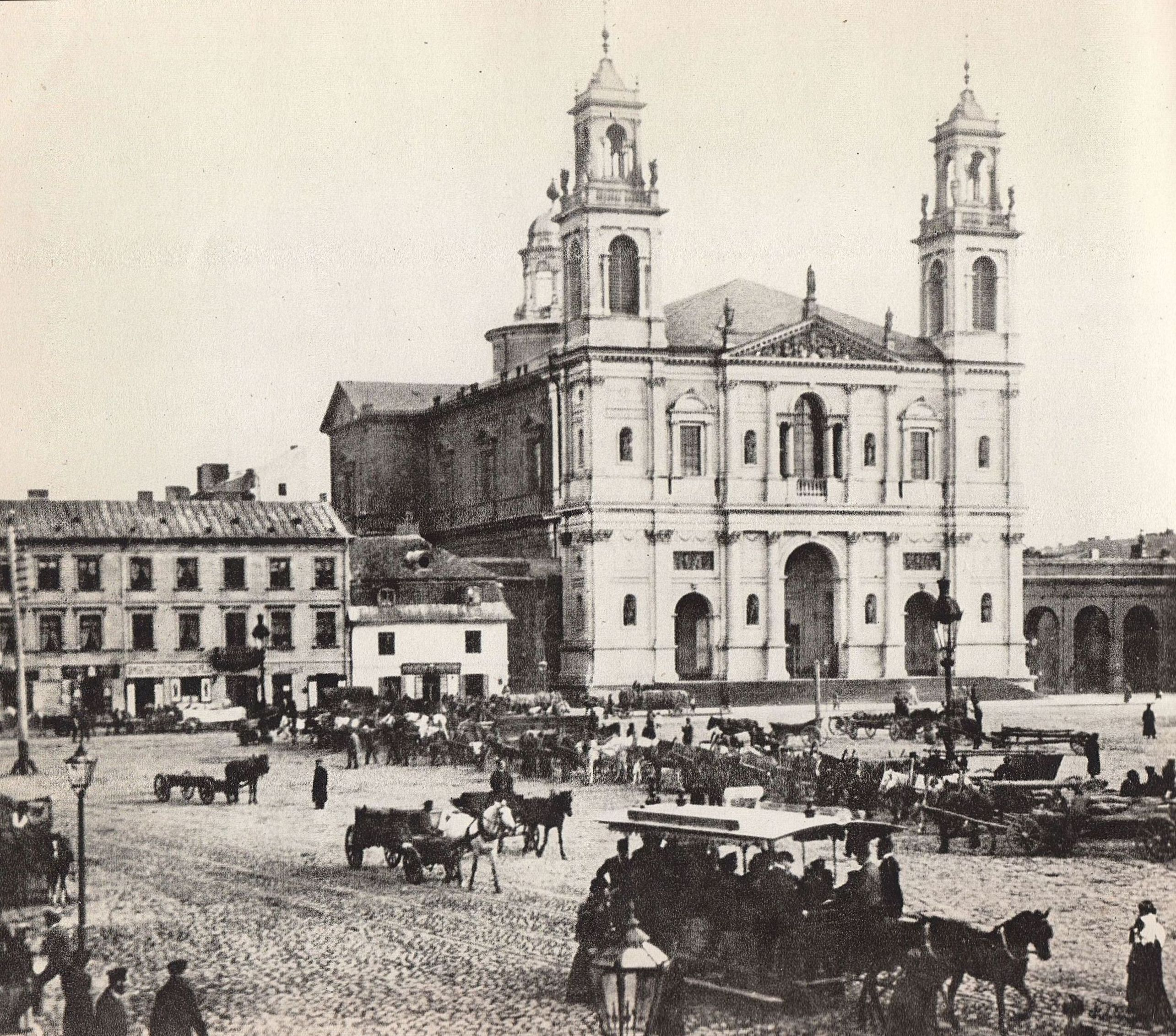
Plac Grzybowski pod koniec XIX wieku

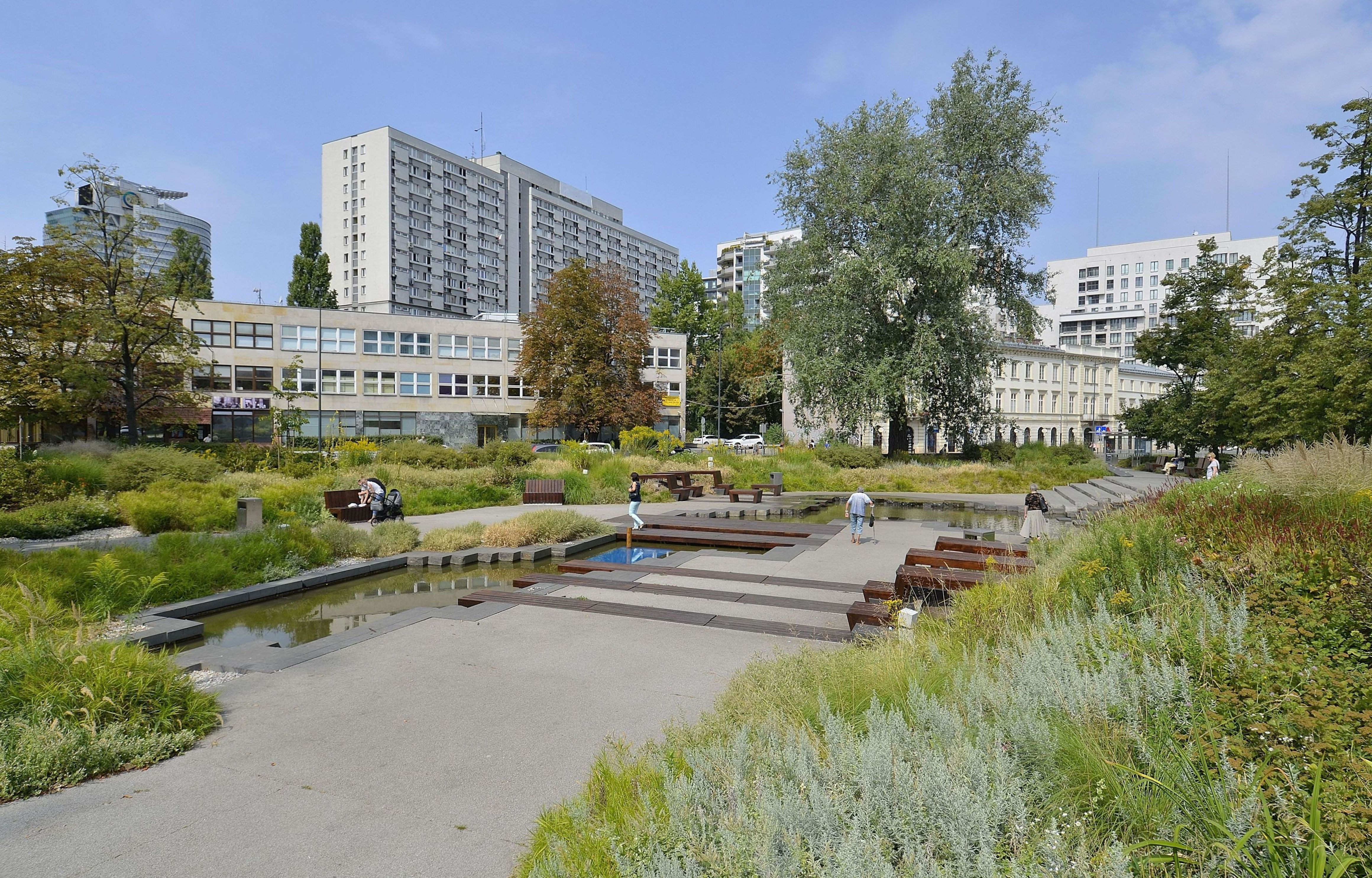
Skwer w centralnej części placu

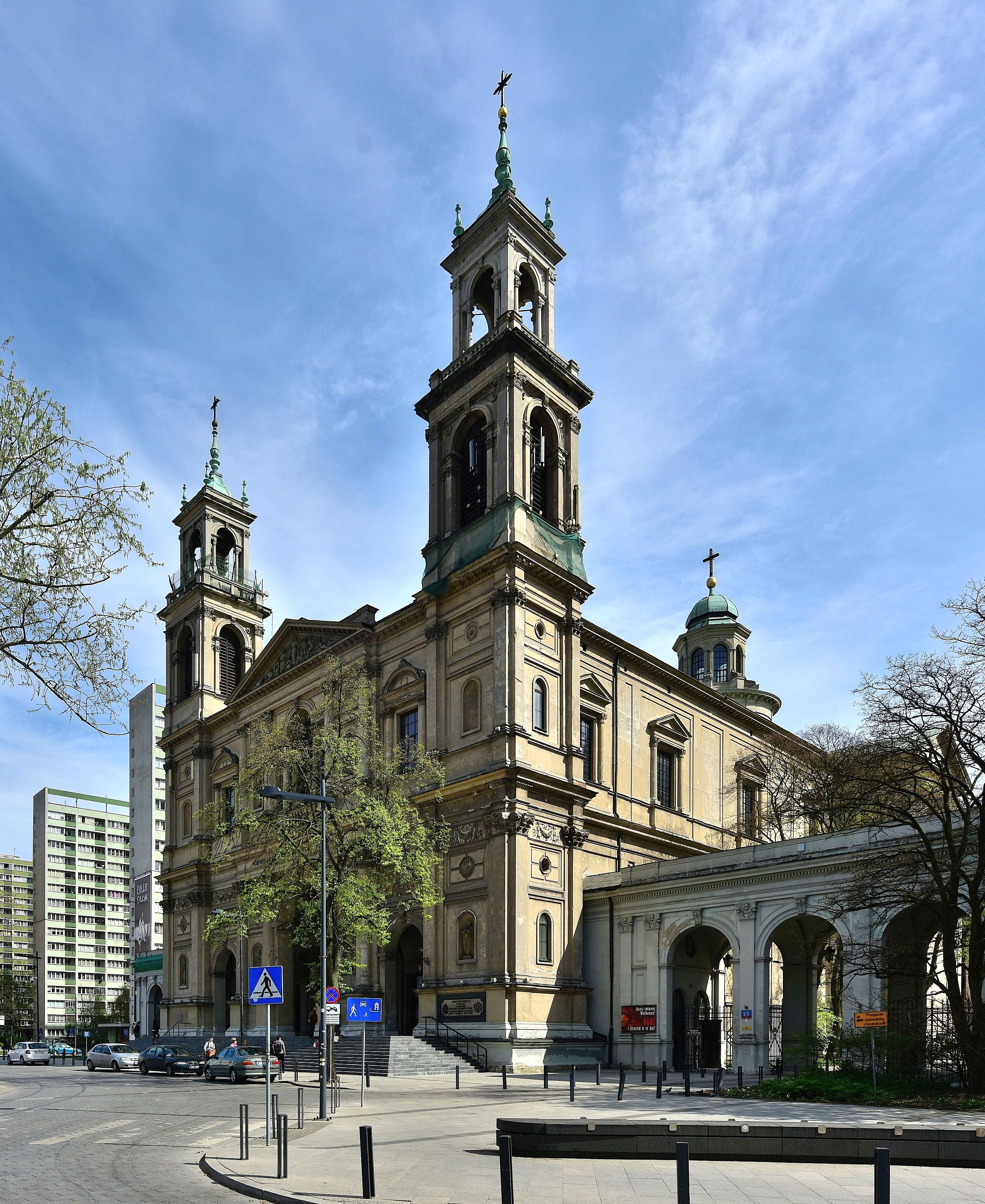
Kościół Wszystkich Świętych

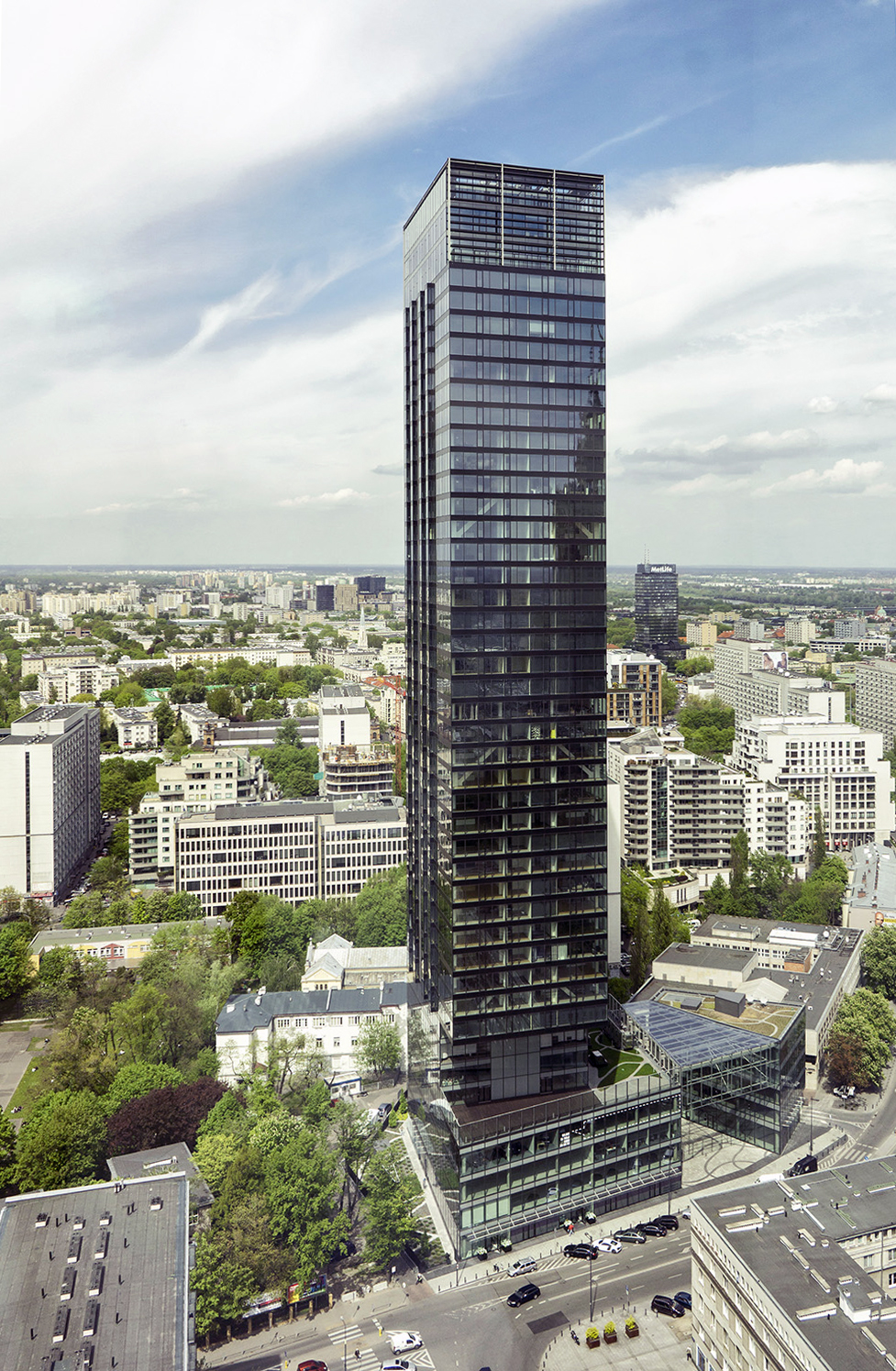
Wieżowiec Cosmopolitan

Plac Grzybowski – plac znajdujący się w Warszawie w dzielnicy Śródmieście, między ulicami Twardą, Raoula Wallenberga, Bagno, Grzybowską i Królewską.

## Historia

### XVII–XIX wiek
Historia placu sięga początku XVII wieku, kiedy był on niezabudowaną przestrzenią na rozstaju dróg prowadzących do Zamku Ujazdowskiego, wsi Służewiec i Starego Miasta. Od połowy XVII w. stał się placem targowym założonej wówczas jurydyki nazwanej od nazwiska właściciela Jana Grzybowskiego Grzybowem. W latach 1786–87 według projektu Karola Schütza na placu wybudowano ratusz Grzybowa. W roku 1791 jurydyki włączono administracyjnie w obszar Warszawy. W budynku ratusza w okresie 1809–30 mieściło się więzienie. Po rozbiórce ratusza utworzono na jego miejscu targ zbożowy działający do końca XIX wieku, jednak wcześniej, po roku 1815 plac obudowano klasycystycznymi kamienicami. Projektowali je po części słynni, wybitni architekci: Antonio Corazzi i Fryderyk Albert Lessel. Wychodzące z placu ulice również otrzymały jednolitą, klasycystyczną zabudowę, zaś sam plac od 1830 roku nazywano Rynkiem Grzybowskim.
Wygląd placu nabrał nowego charakteru w drugiej połowie XIX w., gdy po roku 1861 zbudowano kościół Wszystkich Świętych projektu Henryka Marconiego. Budowa trwała ponad 30 lat, ostatecznie kościół ukończono w roku 1895. W związku z budową świątyni istniejące tam targowisko przeniesiono na plac Kercelego.
W dniu 29 października 1863 roku w czasie powstania styczniowego Rosjanie przeprowadzili na tym placu egzekucję powstańców: dorożkarza Franciszka Trzaski, Górskiego, Filkiewicza, Chojnackiego.
13 listopada 1904 r. Organizacja Bojowa Polskiej Partii Socjalistycznej zorganizowała na placu Grzybowskim w Warszawie demonstrację, w czasie której doszło do starć z policją i wojskiem. Zginęło 11 Polaków (w tym 4 kobiety i 2 dzieci), ponad 40 było ciężko rannych; bojówkarze PPS uciekli bez strat. Aresztowano 413 osób, a później kolejne 250. Według źródeł oficjalnych Rosjanie mieli 3 zabitych i 11 rannych.
Od końca XIX wieku plac zamieszkiwała ludność żydowska i działało przy nim wiele niewielkich sklepików oferujących artykuły żelazne. Spośród licznych fabryczek, „handelków” i sklepików można wymienić działający pod nr. 7 zakład fotograficzny Abrama Dębinera. W roku 1879 przebito ulicę Próżną, zaś jej wylot na plac obudowano kamienicami projektu Franciszka Braumana i Majera Wolanowskiego. Około roku 1910 pod nr. 7 na miejscu kamienicy Adama Szczyglińskiego mieszczącej niegdyś zakład fotograficzny wystawiono nową, secesyjną czteropiętrową kamienicę, o fasadzie ozdobionej dwoma wykuszami. Dwa cebulaste hełmy wieńczące owe wykusze jak i całość budynku przytłoczyły wcześniejszą zabudowę placu i zmniejszyły optycznie kościół.
Od roku 1866 na placu istniała pętla linii konnej, dowożącej na warszawskie dworce; po roku 1880 piętrowe omnibusy zostały zastąpione przez tramwaje konne, po roku 1908 – elektryczne. Już wcześniej, bo w roku 1855 do placu doprowadzono nitkę nowego wodociągu warszawskiego, wybudowanego według projektu Henryka Marconiego. W pobliżu kościoła wystawiono wtedy studnię z żeliwną obudową, ozdobioną wyobrażeniami Syrenki; równolegle plac otrzymał oświetlenie gazowe, po roku 1907 – elektryczne. W roku 1897 targowisko przeniesiono na nieistniejący dziś plac Witkowskiego, zaś plac Grzybowski uporządkowano: na środku urządzono ozdobny skwer, na pozostałym terenie nawierzchnię z „kocich łbów” zastąpiła kostka bazaltowa.

### 1939–1945
Dnia 7 i 8 września 1939 na Grzybów i okolicę spadły bomby i pociski. Zniszczeniu uległy domy 7 i 8, po czym resztki tego ostatniego rozebrano w roku 1940.
W listopadzie 1940 plac Grzybowski znalazł się w obrębie warszawskiego getta; mur oddzielający jego teren od strony aryjskiej wzniesiono przy wylocie ul. Granicznej. W marcu 1941 obszar dzielnicy żydowskiej zmniejszono, wyznaczając jego granicę wzdłuż wschodniej pierzei placu. Kościół Wszystkich Świętych oddano do użytkowania Żydom, których przodkowie już przed wojną przyjęli wiarę chrześcijańską i byli zupełnie zasymilowani. W czasie wielkiej akcji deportacyjnej latem 1942 roku, w czasie której wywieziono większość mieszkańców getta do obozu zagłady w Treblince, w sierpniu 1942 roku likwidowano tzw. małe getto. Mieszkania w budynkach znajdujących się przy placu i przyległych ulicach zasiedliła polska ludność.
Podczas ciężkich walk w powstaniu warszawskim w 1944 częściowo uszkodzono dwie kamienice oraz kościół; po upadku powstania Niemcy spalili zachodnią pierzeję placu. Zniszczona została przy tym m.in. synagoga Arona Serdynera.

### 1945–2000
Po wojnie plac był ważnym ośrodkiem handlu materiałami instalacyjnymi i budowlanymi.
Powojenne plany odbudowy zakładały początkowo odbudowę placu w dawnym kształcie, celem utworzenia tu enklawy dawnej zabudowy; przed rokiem 1955 planowano już tylko częściową rekonstrukcję z zachowaniem kościoła i włączeniem całości w wielki, socrealistyczny rynek, który miał powstać w miejscu ul. Próżnej. Nie doszło jednak do tego. Próżna jest dziś jedyną ulicą na obszarze dawnego getta, która zachowała zabudowę po obu stronach. Ocalałą (częściowo uszkodzoną) zabudowę ulicy Bagno wyburzono po roku 1962, wznosząc do roku 1967 bloki osiedla Grzybów. Rozebrano także dwie kamienice zachodniej pierzei pl. Grzybowskiego, a na ich miejscu wzniesiono w latach 1966–1967 późnomodernistyczny gmach Teatru Żydowskiego według projektu Władysława Jotkiewicza. Szkice koncepcyjne budynku wykonał w 1964 Bohdan Pniewski. Synagogi Serdynera nie odbudowano, na jej miejscu znajduje się obecnie 44-piętrowy apartamentowiec Cosmopolitan. Na środku placu odsłonięto pomnik Broń Polski Podziemnej.
Zlikwidowano linię tramwajową, po której pozostał widoczny dziś jeszcze krótki fragment torowiska. Plac obudowany socjalistycznym blokowiskiem podupadł, choć niewielkie sklepiki nadal podtrzymują tradycję handlu żelaznymi drobiazgami.
W grudniu 1993 na skwerze ustawiono głaz z wykutym napisem upamiętniającym pierwszą na ziemiach polskich zbrojną demonstrację robotniczą PPS w listopadzie 1904.

### XXI wiek
W 2007 na skwerze znajdującym się na środku placu była prezentowana instalacja Dotleniacz autorstwa Joanny Rajkowskiej – staw obsadzony zielenią i zaopatrzony w specjalne urządzenia ozonujące powietrze i wytwarzające mgłę.
W latach 2009–11 przeprowadzono przebudowę placu Grzybowskiego, na którego środku urządzono skwer z oczkiem wodnym. W latach 2011−2013 odrestaurowano kamienice przy ul. Próżnej 7 i 9, które zostały przekształcone w budynek biurowy Le Palais Office. Na miejscu prowizorycznego budynku przy ul. Twardej 2/4 powstał 160-metrowy wieżowiec Cosmopolitan zaprojektowany przez Helmuta Jahna.
Od 2004 na placu organizowane są wydarzenia w ramach Festiwalu Warszawa Singera.
W 2017 zburzono budynek, w którym miał swoją siedzibę Teatr Żydowski.

## Historyczne nawiązania
Plac od końca XIX wieku do 1945 stanowił ważny węzeł komunikacji tramwajowej, a do 1985 istniała tam trakcja tramwajowa. o czym świadczą zachowane resztki torowiska. Część torów, znajdującą się po wewnętrznej stronie placu, upamiętniono w nowej nawierzchni placu. za pomcoą ułożenia odrębnej kostki w miejscu biegnących dawniej torów. 

## W kulturze
- Plac, wraz z sąsiednimi ulicami Próżną i Bagno, można zobaczyć w komedii Miś (1981) Stanisława Barei[13].